# Velika nagrada Tunisa 1933
Velika nagrada Tunisa 1933 je bila druga neprvenstvena dirka za Veliko nagrado v sezoni 1933. Odvijala se je 29. marca 1933 v tunizijskem mestu Kartagina v italijanski organizaciji. Tazio Nuvolari je dominiral na dirki z 2,6 L dirkalnikom Alfa Romeo Monza, drugi je bil njegov mošveni kolega iz Scuderie Ferrari, Baconin Borzacchini. Po odstopu Achilla Varzija v enajstem krogu, je bila dvojna zmaga Ferrarija neogrožena do konca dirke. V drugi polovici dirke je divjala nevihta, zato so se hitrosti vidno zmanjšale. Goffredo Zehender je že s starejšim dirkalnikom Maserati 8C osvojil tretje mesto za trojno italijansko zmago. 

## Poročilo

### Pred dirko
Po februarski dirki Grand Prix de Pau, so se dirkači preselili v severno Afriko. V bližini zgodvinskega mesta Kartagina, ki je bilo tedaj pod francoskim protektoriatom, je bilo 12,714 km dirkališče z veliko hitrimi ovinki, ki so povezovali dolge ravnine, z izjemo ene zanke, ki je vodila na štarto-ciljno ravnino dolgo 3,5 km, toda upočasnjeno s šikano tik pred štartno-ciljno črto. Dirka je bila dolga sedemintrideset krogov, kar je pomenilo 470 km. Dirkališče in pravila se niso spremenila glede na lanskoletno dirko, sprememba pa je bila v izbiri organizatorja dirke, da lahko na dirki nastopijo le povabljeni dirkači, podobno kot na dirki za Veliki nargadi Monaka. Že tradicionalna posebnost dirke je, da je potekala pod pravili Formula Libre, se pravi brez omejitve maksimalne mase dirkalnikov ali delovne prostornine motorjev. S tem so na hitrem dirkališču že takoj odpadli vsi manjši dirkalniki, zato so sodelovali le dirkači z večjimi in močnejšimi dirkalniki. Zmagovalec je dobil denarno nagrado 40.000 frankov, drugi 25.000, tretji 15.000, četrti 8.000 in peti 5.000 frankov. 

### Prijavljeni dirkači
Med tem, ko je bila prva dirka sezone Grand Prix de Pau bolj lokalnega značaja z večinoma domačo udeležbo, pa je lista prijavljenih dirkačev za Veliko nagrado Tunizije vsebovala vse najboljše dirkače in moštva, na njej je bil štirindvajset dirkačev iz osmih držav. Italijanski dirkalnike so poslali iz Genove, Raymond Sommer je svojega Maseratija 8CM poslal iz Neaplja, kot tudi moštveni kolega Goffredo Zehender svojega Maseratija 8C. Luigi Fagioli je z enakim dirkalnikom kot edini nastopal v tovarniškem moštvu Officine Alfieri Maserati. Iz Neaplja je svoj belo obarvan dirkalnik Alfa Romeo Monza poslal tudi edini nemški dirkač na dirki, Paul Pietsch. Scuderio Ferrari, tudi z dirkalniki Monza, sta zastopala Baconin Borzacchini in Tazio Nuvolari, slednjemu so delovno prostornino dirkalnika povečali na 2,6 L. Achille Varzi, zmagovalec dirke v prejšnjih dveh letih, je nastopil v tovarniškem moštvu Automobiles Ettore Bugatti z dirkalnikom Bugatti T51, ki so ga pripreljali iz Marseilla. Nastopili so tudi trije švicarski dirkači, Karl Waldthausen in Julio Villars iz moštva Scuderia Villars ter Louis Braillard, ob tem pa še več privatnikov z Bugattiji in Alfami Romeo Monza.

### Prosti treningi
Prvi dan prostih treningov je bil v četrtek. Grof Stanisłas Czaykowski je moral trening prekiniti, zaradi dolgega popravila dirkalnika. Tudi Marcel Lehoux je imel podobne težave, saj so morali na njegovem dirkalniko menjati bate, kar je njegove mehanike zaposlovalo polna dva dneva vključno z nočjo. V petek je bilo bolj sveže, kar je koristilo tako dirkačem, kot tudi pnevmatikam. Švicarski baron Karl Waldthausen je postavil najboljši čas s povprečno hitrostjo 140 km/h. Julio Villars se je že po nekaj krogih ustavil ob stezi, a puščanje vode so kmalu popravili. Tazio Nuvolari je neuradno postavil rekord steze s povprečno hitrostjo kroga 155 km/h. Raymond Sommer s težko pričakovanim novim Maseratijem 8CM ni bil zadovoljen, saj ni imel dobrega oprijema s stezo, dirkali so tudi Braillard, Zanelli, Brunet, Zehender, Hartmann, Borzacchini, Fagioli in Premoli. Frédéric Toselli je prevrnil svoj dirkalnik, toda ni se poškodoval. Sodeč po rezultatih treningov, je bil Nuvolari z izboljšanim dirkalnikom Monza prvi favorit dirke.

### Dirka
Štart dirke je bil v nedeljo ob poldveh popoldne. Štartna vrsta je določena z žrebom številk, dirkači so bili nato razporejeni v tri vrste po sedem dirkačev glede na izžrebane številke. László Hartmann, ki je izžrebal najboljši štartni položaj, se ni pojavil na štartu. 
Braillard je štartal najbolje in vodil do polovice prvega kroga, ko ga je uspel prehiteti Borzacchini, po nekaj krogih pa se je na prvo mesto prebil Nuvolari. Že v prvih krogih je odpeljal krog s povprečno hitrostjo 149,089 km/h, oba Ferrarijeva dirkača pa sta se počasi oddaljevala od konkurence. Hitro dirkališče je kmalu zahtevalo prve žrtve, Braillard je moral na več postankov zaradi težav s cilindri, Raymond Sommer pa je z novim dirkalnikom Maserati 8CM celo kot prvi odstopil v petem krogu, dva kroga kasneje pa sta odstopila še Stanisłas Czaykowski in Marcel Lehoux. V sedmem krogu je vodilni Nuvolari postavil najhitrejši krog dirke z 5:05 in povprečno hitrostjo 150,066 km/h. Luigi Premoli je v naslednjem krogu odstopil zaradi okvare menjalnka na dirkalniku lastne izdelave, po odstopu edinega tovarniškega dirkača moštva Automobiles Ettore Bugatti, Achilla Varzija, v enajstem krogu, pa sta imela vodilna Ferrarijeva dirkača prosto pot do dvojne zmage. Po več postankih je Luigi Fagioli dokončno odstopil v dvanajstem krogu, Robert Brunet in Jean Gaupillat pa sta oba odstopila v petnajstem krogu zaradi padca pritiska olja na njunih dirkalnikih Bugatti T51. 
Nuvolari je še vedno zanesljivo vodil, sledili so mu Borzacchini, Etancelin, Villard, Waldthausen, Zehender, Zanelli, Moll in Pietsch. Vodilni italijanski dirkač je prvih dvajset krogov odpeljal v času 1:46:26, kar je pomenilo povprečno hitrost 143,446 km/h, krog kasneje pa je odstopil še Étancelin z okvaro zadnjega vpetja. Karl Waldthausen se je v istem krogu ustavil na stezi tik po postanku v boksih, ker so njegovi mehaniki po dolivanju goriva pozabili ponovno odpreti dovod goriva. Švicarski dirkač je izgubljal dragocene minute, ko je njegov mehanik Herrman Schwarz tekel tristo metrov do dirkalnika, ugotovil vzrok okvare in jo odpravil. V petindvajsetem krogu je stezo zajela huda nevihta. Sicer dobro in razmeroma varno dirkališče, ki je omogočalo dirkanje pri visokih hitrostih, je v trenutku postalo zelo spolzko in nevarno zaradi ploh in močnega vetra. Zato so morali dirkači vidneje zmanjšati hitrosti in lanski rekord steze 5:03 Louisa Chirona je ostal nepremagan. Villars, ki je nekaj časa držal četrto mesto, je v enem od ovinkov zdrsnil s proge in izgubil en krog prti vodilnemu dirkaču. Kasneje se je še zavrtel, ko ga je presenetila nenadna ploha. Tretje mesto je držal nemški dirkač Pietsch. 
Po tridesetih krogih je še vedno vodil Nuvolari, ki je zdaj dirkal s povprečno hitrostjo 136,75 km/h, Borzacchini je zaostajal štiri sekunde, sledili pa so jima še Zehender, Waldthausen, Pietsch in Moll. V naslednjih krogih Pietsch ni mogel slediti Waldthausenu in je zaostal. V zadnjem krogu je Nuvolari nekoliko upočasnil in Borzacchini se mu je lahko približal, na koncu je bila razlika le 0,2 sekunde. Oba Ferrarijeva dirkača sta za krog ali več prehitela vse konkurente, Zehender je bil v svojem debiju z Maseratijem tretji z dvanajstimi minutami zaostanka, Waldthausen je bil le tri sekunde za njim, brez težav ob postanku bi bil brez težav tretji. Zaradi pravila, da vsi dirkači, ki še dirkajo, odpeljejo polnih sedemintrisedet krogov (kasneje so to pravilo ukinili zaradi nevarnosti), so dolgo po dvojni zmagi Ferrarijev, Falchetto, Toselli, Pietsch in Zanelli še vedno dirkali. Guy Moll, ki je v predzadnjem krogu obstal na stezi brez goriva, je bil vseeno uvrščen na deveto mesto, prav tako sta bila za njim uvrščena tudi Villars in Braillard.

## Rezultati

### Dirka
| Poz | Št | Dirkač               | Moštvo                     | Dirkalnik        | Krogi | Čas/Odstop    | Št. m. |
| --- | -- | -------------------- | -------------------------- | ---------------- | ----- | ------------- | ------ |
| 1   | 20 | Tazio Nuvolari       | Scuderia Ferrari           | Alfa Romeo Monza | 37    | 3:29:15,4     | 12     |
| 2   | 36 | Baconin Borzacchini  | Scuderia Ferrari           | Alfa Romeo Monza | 37    | + 0,2 s       | 16     |
| 3   | 30 | Goffredo Zehender    | Scuderia Raymond Sommer    | Maserati 8C      | 37    | + 11:58,0     | 13     |
| 4   | 40 | Karl Waldthausen     | Scuderia Villars           | Alfa Romeo Monza | 37    | + 12:01,0     | 7      |
| 5   | 42 | Benoit Falchetto     | Privatnik                  | Bugatti T35B     | 37    | + 12:18,6     | 19     |
| 6   | 26 | Frédéric Toselli     | Privatnik                  | Bugatti T35      | 37    | + 15:54,2     | 15     |
| 7   | 34 | Paul Pietsch         | Privatnik                  | Alfa Romeo Monza | 37    | + 17:17,2     | 17     |
| 8   | 14 | Juan Zanelli         | Privatnik                  | Alfa Romeo Monza | 37    | + 19:07,2     | 9      |
| 9   | 16 | Guy Moll             | Privatnik                  | Bugatti T51      | 36    | Brez goriva   | 8      |
| 10  | 44 | Julio Villars        | Scuderia Villars           | Alfa Romeo Monza | 36    | +1 krog       | 20     |
| 11  | 2  | Louis Braillard      | Privatnik                  | Bugatti T35B     | 35    | +2 kroga      | 3      |
| Ods | 8  | Philippe Étancelin   | Privatnik                  | Alfa Romeo Monza | 21    | Zadnje vpetje | 6      |
| Ods | 32 | Jean Gaupillat       | Privatnik                  | Bugatti T51      | 21    | Puščanje olja | 18     |
| Ods | 4  | Robert Brunet        | Privatnik                  | Bugatti T51      | 20    | Puščanje olja | 2      |
| Ods | 18 | Luigi Fagioli        | Officine Alfieri Maserati  | Maserati 8C-3000 | 8     | Pnevmatike    | 12     |
| Ods | 38 | Achille Varzi        | Automobiles Ettore Bugatti | Bugatti T51      | 11    | Prenos        | 21     |
| Ods | 28 | Luigi Premoli        | Premoli Bugatti Maserati   | PBM              | 8     | Menjalnik     | 12     |
| Ods | 24 | Stanisłas Czaykowski | Privatnik                  | Bugatti T51      | 6     | Motor         | 10     |
| Ods | 14 | Marcel Lehoux        | Privatnik                  | Bugatti T51      | 6     | Bat           | 14     |
| Ods | 12 | Raymond Sommer       | Scuderia Raymond Sommer    | Maserati 8CM     | 5     | Motor         | 4      |
| DNS | 3  | László Hartmann      | Privatnik                  | Bugatti T51      |       |               | 1      |
| DNA |    | Pierre Veyron        | Automobiles Ettore Bugatti | Bugatti T51      |       |               |        |
| DNA |    | Louis Joly           | Privatnik                  | Maserati 26M     |       |               |        |
| DNA |    | Pietro Ghersi        | Pietro Ghersi Racing Team  | Bugatti T51      |       |               |        |